# Hamlins Corner, Virginia
Hamlins Corner là một cộng đồng chưa hợp nhất tại Hạt Northumberland, thuộc tiểu bang Virginia của Hoa Kỳ.